# Lipstick (Kungs)
Lipstick è un singolo del producer francese Kungs, pubblicato in seguito al successo di Never Going Home e con atmosfere molto simili ad essa, dal sapore da party mediterraneo.

## Descrizione
La parte vocale è affidata al DJ francese Martin Solveig, seppur non accreditato.

## Tracce
Testi e musiche di Amanda Warner, Andrea Tirone, Martin Picadanet, Peter Wade Keusch e Valentin Brunel.
Download digitale
1. Lipstick – 3:00

Download digitale – Extended Mix
1. Lipstick – 3:00
2. Lipstick (Extended) – 4:03

## Classifiche
| Classifica (2022) | Posizione massima |
| ----------------- | ----------------- |
| Belgio (Vallonia) | 38                |
| Croazia           | 13                |
| Francia           | 148               |
| Italia            | 74                |
| Ungheria          | 29                |